# Drepanolejeunea siamensis
Drepanolejeunea siamensis là một loài Rêu trong họ Lejeuneaceae. Loài này được (Bischl.) Grolle & R.L. Zhu mô tả khoa học đầu tiên năm 2000.